# Yenesu
 Pećina Yenesu (tur. Yenesu Mağarası) je špilja u pokrajini Kırklareli, u sjeverozapadnoj Turskoj.

## Lokacija
Pećina se nalazi 2 km istočno od sela Balkaya i 20 km (12 mi) sjeveroistočno od grada Vize u pokrajini Kırklareli. Pećini se može pristupiti s cesta Vize-Kıyıköy, Kıyıköy-Aksicim-Balkaya ili Saray-ahçeköy-Aksicim-Balkaya. Pećina se nalazi na nadmorskoj visini od 140 m n/m i oko 5 m iznad vodenog korita obližnjeg potoka Yana Dere.

## Osobine
Špilja Yenisu sastoji se od dvije špilje formirane u dva različita geološka doba, koje se nalaze na dvije razine. Glavna galerija, koja odmah na ulazu prati urušenu dvoranu, najaktivniji je dio. Ovdje se nalazi nekoliko bara i jezera s dubinama od 0.5 do 1.5 m s potkapinama, stalaktitima, stalagmitima i draperijama. Ukupna dužina špilje je 1,620 m.
Špilju su istraživali geolozi državne tvrtke za istraživanje i istraživanje minerala (MTA). Prema riječima zamjenika direktora za kulturu i turizam u Kırklareliju iz 2015. godine, otvaranje špilje za turizam predviđalo se do kraja te godine. Razdoblje posjeta odredit će Pokrajinski odbor za prirodu u skladu s populacijom šišmiša u špilji.